# Jaderná elektrárna Fukušima II
Jaderná elektrárna Fukušima II (japonsky 福島第二原子力発電所) je provozní jaderná elektrárna v Japonsku. Leží v prefektuře Fukušima, poblíž města Nahara. Jednalo se sesterskou jadernou elektrárnu elektrárny Fukušima I, která v březnu 2011 havarovala v důsledku silného zemětřesení a tsunami v Tóhoku. Vlastník a provozovatel elektrárny je společnost TEPCO.

## Historie a technické informace
Výstavba prvního bloku s reaktorem varné koncepce započala 16. března 1976. Připojení k síti proběhlo 31: července 1981 a do komerčního provozu reaktor přešel 20. dubna 1982. Následně chronologicky následovaly další tři identické bloky spuštěné v letech 1984, 1985 a 1987. Hrubý výkon všech bloků byl 4400 MW.

### Zemětřesení a tsunami v Tóhoku 2011
V důsledku silného a ničivého zemětřesení a tsunami v Tóhoku v březnu 2011 byla elektrárna nouzově odstavena a od té doby již nevyrábí elektrický proud. Ačkoliv elektrárna neutrpěla významné škody (na rozdíl od sesterské jaderné elektrárny Fukušima I, ve které došlo v několika reaktorech k roztavení aktivní zóny), společnost TEPCO rozhodla, že se elektrárna do provozu již nevrátí a proto byla 30. září 2019 navždy vyřazena z provozu. Vyřazování z provozu bude trvat přibližně 40 let od konečného odstavení.

## Informace o reaktorech
| Reaktor       | Typ reaktoru  | Výkon   | Výkon   | Zahájení výstavby | Připojení k síti | Uvedení do provozu | Uzavření    |
| Reaktor       | Typ reaktoru  | Čistý   | Hrubý   | Zahájení výstavby | Připojení k síti | Uvedení do provozu | Uzavření    |
| ------------- | ------------- | ------- | ------- | ----------------- | ---------------- | ------------------ | ----------- |
| Fukušima II-1 | BWR-5 251-764 | 1067 МW | 1100 MW | 16. 3. 1976       | 31. 7. 1981      | 20. 4. 1982        | 30. 9. 2019 |
| Fukušima II-2 | BWR-5 251-764 | 1067 МW | 1100 MW | 25. 5. 1979       | 23. 6. 1983      | 3. 2. 1984         | 30. 9. 2019 |
| Fukušima II-3 | BWR-5 251-764 | 1067 МW | 1100 MW | 23. 3. 1981       | 14. 12. 1984     | 21. 6. 1985        | 30. 9. 2019 |
| Fukušima II-4 | BWR-5 251-764 | 1067 МW | 1100 MW | 28. 5. 1981       | 17. 12. 1986     | 25. 8. 1987        | 30. 9. 2019 |